# Ca' Zoiosa

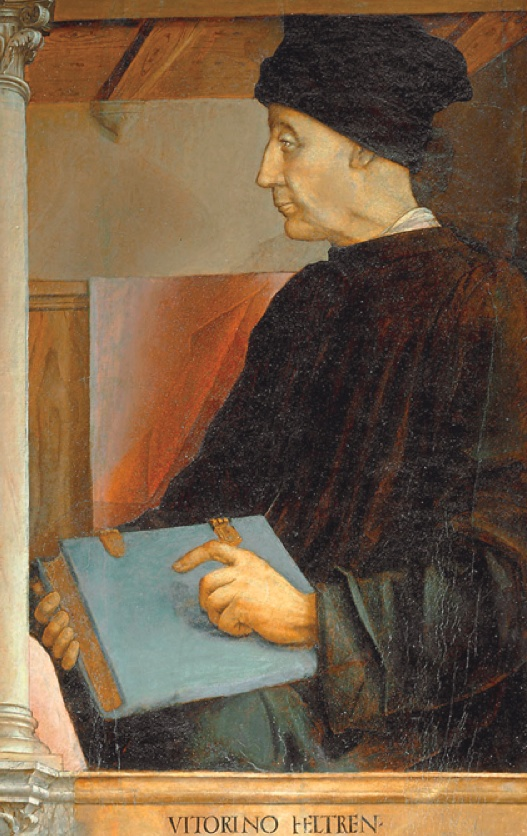
Vittorino da Feltre

Ca' Zoiosa (Casa Gioiosa) era, agli inizi del XV secolo, un edificio di proprietà della famiglia Gonzaga di Mantova.

## Storia
Situata a Mantova tra il castello di San Giorgio e la Magna Domus, ma staccata e isolata da essi, era un edificio destinato ai piaceri e alle danze della corte gonzaghesca (la “Casa Giocosa”). Fu commissionata probabilmente da Francesco I Gonzaga, IV capitano del popolo, che agli inizi del Quattrocento effettuò rilevanti interventi architettonici e urbanistici nella zona della corte e del vescovado, in cui vennero abbattute alcune antiche chiese come Santa Maria in Capo di Bove e Santa Croce per fare posto al castello di San Giorgio, opera di Bartolino da Novara.
Nel 1423 per volere del marchese Gianfrancesco Gonzaga, vista la sua attenzione per le arti e la cultura, fu messa a disposizione di Vittorino da Feltre, il più noto pedagogo dell'Umanesimo, che il signore volle a Mantova e che qui fondò una scuola-convitto di impostazione umanistica destinata ai rampolli di casa Gonzaga e delle altre casate principesche italiane, ma frequentata anche da allievi selezionati in base al valore, sia mantovani sia stranieri, dalla quale uscirono uomini politici, prelati e umanisti.
Insegnò retorica, matematica, filosofia e chiamò a collaborare maestri di canto, di musica, di disegno, di greco e di latino. Accanto all'educazione della mente, considerò di grande importanza l'educazione fisica, che fece svolgere con giochi e gare di scherma, corsa, marce, equitazione, nuoto e gioco del pallone.
Vittorino diresse la scuola mantovana, che contava fra i trenta e i quaranta allievi, sino alla morte, avvenuta a Mantova il 2 febbraio 1446. Nella direzione della scuola e nell'educazione dei figli del marchese Ludovico Gonzaga gli successe l'allievo Iacopo da San Cassiano (che ereditò anche la biblioteca di Vittorino); nel 1449 a Iacopo subentrò Ognibene da Lonigo (detto "il Leoniceno")
Dell'edificio non è rimasta traccia. Con tutta probabilità fu inglobato in epoche successive nelle costruzioni che portarono alla realizzazione di una delle corti più grandi d'Europa.

## Allievi di Vittorino da Feltre a Mantova

### Casa Gonzaga

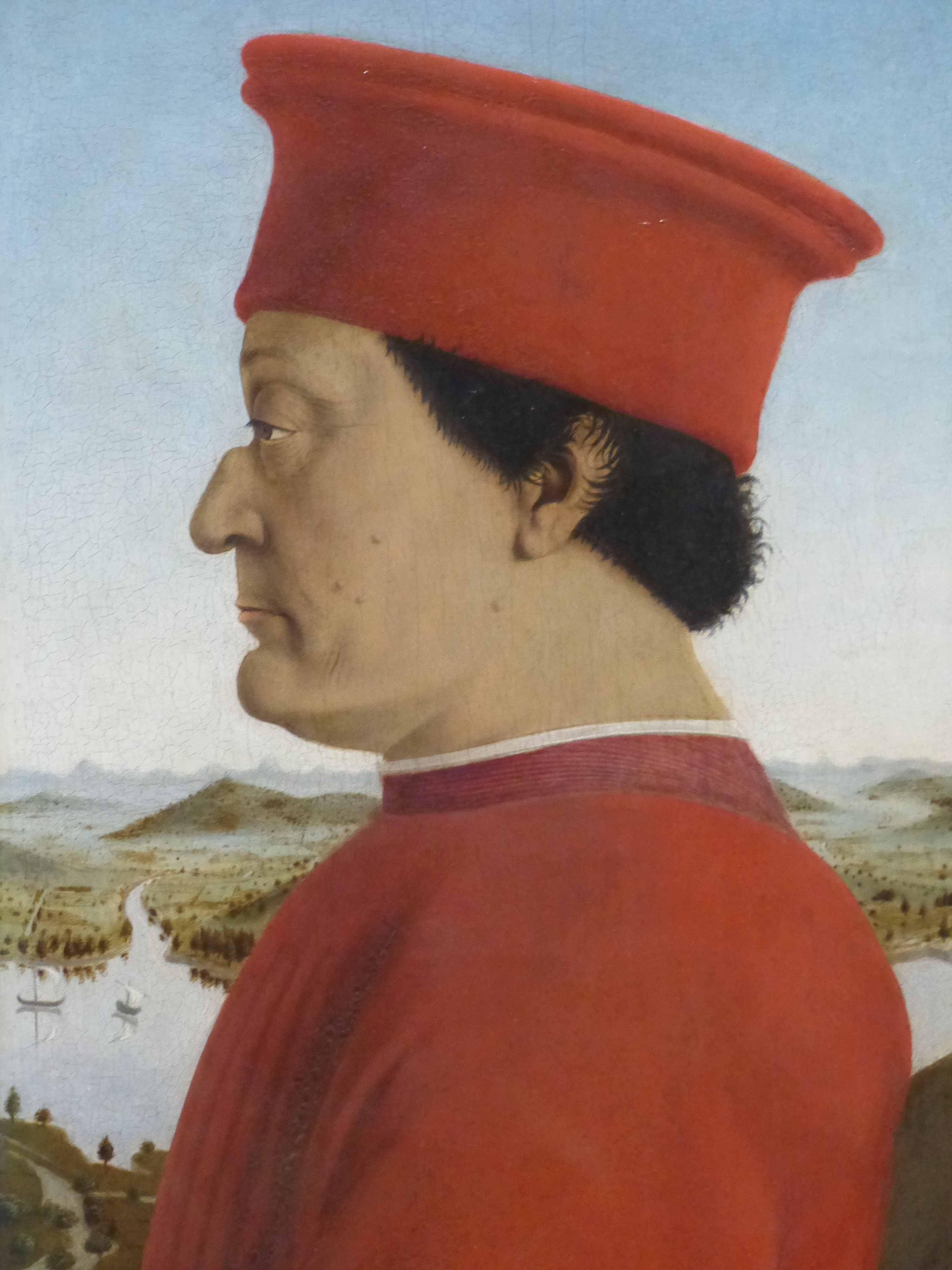
Federico da Montefeltro

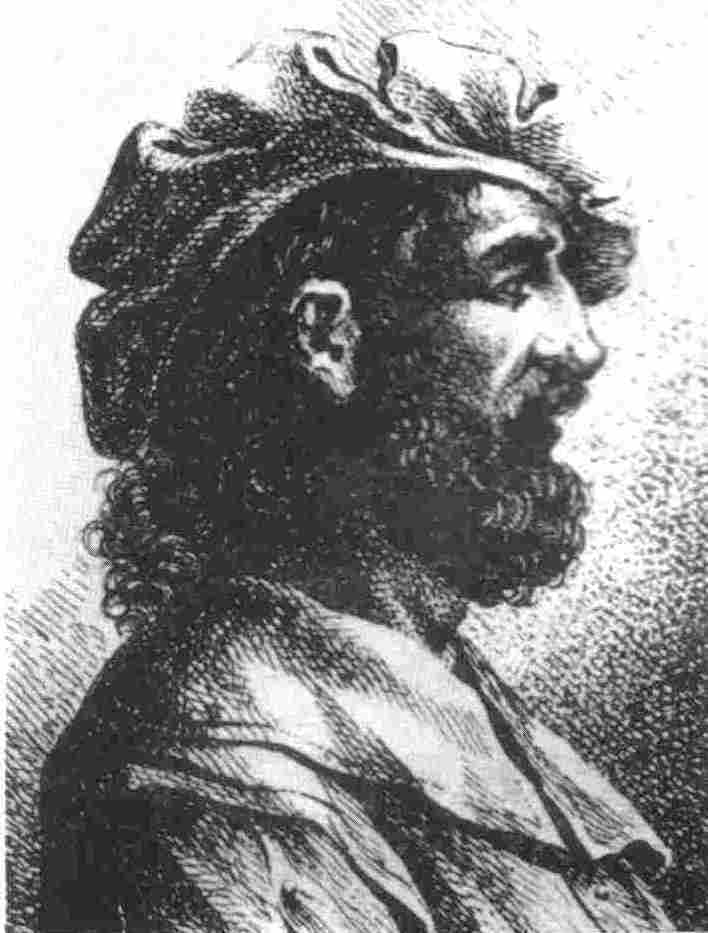
Basinio Basini

- Ludovico III Gonzaga, primogenito di Gianfrancesco I Gonzaga e secondo marchese di Mantova[4]
- Barbara di Brandeburgo, marchesa consorte di Ludovico III[5]
- Carlo Gonzaga, secondo figlio maschio di Gianfrancesco I, condottiero[6]
- Alessandro Gonzaga, terzo figlio maschio di Gianfrancesco I, marchese di Castel Goffredo, Castiglione e Solferino[7]
- Gianlucido Gonzaga, figlio di Gianfrancesco, studente di diritto e protonotario apostolico[8]
- Margherita Gonzaga, figlia di Gianfrancesco, marchesa consorte di Ferrara, Modena e Reggio[9]
- Cecilia Gonzaga, figlia di Gianfrancesco, monaca[10]
- Federico I Gonzaga, figlio di Ludovico III e terzo marchese di Mantova[11]

### Altri
- Federico da Montefeltro, duca di Urbino, visse per due anni alla corte dei Gonzaga di Mantova[12]
- Giberto VI da Correggio, conte di Correggio[13]
- Giambattista Pallavicino, vescovo di Reggio[14]
- Antonio Baratella, poeta[15]
- Basinio Basini, umanista[16]
- Ognibene Bonisoli, umanista[17]
- Giovanni Andrea Bussi, umanista e vescovo di Aleria[18]
- Francesco Calcagnini, letterato[19]
- Iacopo da San Cassiano, umanista[20]
- Giorgio di Trebisonda, umanista[21]
- Teodoro Gaza, umanista[22]
- Bartolomeo Manfredi, matematico[23]
- Taddeo Manfredi, signore di Imola[24]
- Niccolò Perotti, umanista e arcivescovo di Siponto[25]
- Lorenzo Valla, umanista[26]
- Francesco Prendilacqua, letterato[27]
- Carlo Brognolo, letterato[28]
- Cosimo Migliorati, uomo d'armi, figlio di Lodovico, signore di Fermo e pronipote di papa Innocenzo VII[29]
- Gabriello Crema, poeta[30]
- Gianfrancesco di Bagno, condottiero al servizio del Federico da Montefeltro duca di Urbino[31]
- Giovan Francesco Soardi, politico, ricoprì la carica di podestà in diverse città italiane[32]
- Lodovico della Torre, giureconsulto[33]
- Antonio Beccaria, umanista e segretario di Umfredo Plantageneto, duca di Gloucester[34]
- Sassuolo da Prato, letterato[35]
- Francesco da Castiglione, religioso e letterato[36]
- Giampietro da Lucca, umanista[37]
- Pietro Balbo, vescovo di Tropea[38]
- Baldo Martorelli, umanista[39]
- Gabriele Concoregio, umanista[40]
- Pietro Manna, letterato[41]
- Bernardo Brenzoni, giureconsulto[42]
- Giovanni Aliotti, poeta e letterato[43]
- Francesco Vigilio (1446-1534), umanista[44]

## Allievi di Vittorino da Feltre a Venezia
- Gregorio Correr, abate della Basilica di San Zeno a Verona[45]
- Giovanni Marino, filosofo[46]
- Andrea Fasolo, notaio e segretario del doge di Venezia Cristoforo Moro[47]